# Linepithema neotropicum
Linepithema neotropicum es una especie de hormiga del género Linepithema, subfamilia Dolichoderinae. Fue descrita científicamente por Wild en 2007.
Se distribuye por Bolivia, Brasil, Colombia, Costa Rica, Ecuador, Guayana Francesa, Guyana, Paraguay, Perú, Trinidad y Tobago y Venezuela. Se ha encontrado a elevaciones de hasta 2340 metros. Vive en microhábitats como la vegetación baja, pastizales y nidos.